# North Berwick, Maine
North Berwick är en ort i York County i delstaten Maine, USA.